# 内蒙古自治区行政区划
内蒙古自治区简称内蒙古。辖域面积1,183,000平方公里，人口2384.35萬（2004年）。内蒙古因“漠南蒙古”得名。唐朝属突厥之地；宋朝时出现蒙古部落；蒙古族建元朝后直属中书省及岭北行省；清朝以漠南蒙古称内蒙古，漠北蒙古居边外称外蒙古，并属理藩院；中华民国初年分属热河、察哈尔、绥远等特别行政区，后均改置为省；1949年中华人民共和国成立以前中共政权以今内蒙古东部设置内蒙古自治区，名称至今未变。截至2022年12月31日，内蒙古辖域共划分为12个一级行政区即9个地级市、3个盟，下辖22个市辖区、11个县级市、17个县、49个旗、3个自治旗；1025个乡级行政单位，包括246 街道，509 镇，99 乡，153 苏木，17 民族乡，1 民族苏木。

## 地级行政区
地级行政区共计12个，即9个地级市和3个盟
9个地级市：
- 呼和浩特市(自治区首府)
- 包头市
- 赤峰市
- 通辽市
- 乌海市
- 呼伦贝尔市
- 乌兰察布市
- 鄂尔多斯市
- 巴彦淖尔市

3个盟：
- 锡林郭勒盟
- 阿拉善盟
- 兴安盟

## 县级政区
共计103县级行政区，其中23个市辖区、11个县级市、17个县、49个旗、3个自治旗。

### 市辖区
- 新城区（呼和浩特市）
- 玉泉区（呼和浩特市）
- 回民区（呼和浩特市）
- 赛罕区（呼和浩特市）

- 昆都仑区（包头市）
- 青山区（包头市）
- 东河区（包头市）
- 九原区（包头市）
- 石拐区（包头市）
- 白云鄂博矿区（包头市）

- 红山区（赤峰市）
- 松山區（赤峰市）
- 元宝山区（赤峰市）

- 乌达区（乌海市）
- 海南区（乌海市）
- 海勃湾区（乌海市）

- 科尔沁区（通辽市）

- 海拉尔区（呼伦贝尔市）
- 扎赉诺尔区（呼伦贝尔市）

- 集宁区（乌兰察布市）
- 康巴什区 （鄂尔多斯市）

- 东胜区（鄂尔多斯市）

- 临河区（巴彦淖尔市）

### 县级市
- 根河市（呼伦贝尔市）
- 满洲里市（呼伦贝尔市）
- 牙克石市（呼伦贝尔市）
- 扎兰屯市（呼伦贝尔市）
- 额尔古纳市（呼伦贝尔市）
- 乌兰浩特市（兴安盟）
- 阿尔山市（兴安盟）
- 霍林郭勒市（通辽市）
- 锡林浩特市（锡林郭勒盟）
- 二连浩特市（锡林郭勒盟）
- 丰镇市（乌兰察布市）

### 县
- 磴口县（巴彦淖尔市）
- 多伦县（锡林郭勒盟）
- 固阳县（包头市）
- 和林格尔县（呼和浩特市）
- 化德县（乌兰察布市）
- 开鲁县（通辽市）
- 凉城县（乌兰察布市）
- 林西县（赤峰市）
- 宁城县（赤峰市）
- 清水河县（呼和浩特市）
- 商都县（乌兰察布市）
- 突泉县（兴安盟）
- 托克托县（呼和浩特市）
- 五原县（巴彦淖尔市）
- 武川县（呼和浩特市）
- 兴和县（乌兰察布市）
- 卓资县（乌兰察布市）

### 旗
- 科尔沁右翼前旗（兴安盟）
- 科尔沁右翼中旗（兴安盟）
- 科尔沁左翼后旗（通辽市）
- 科尔沁左翼中旗（通辽市）
- 克什克腾旗（赤峰市）
- 库伦旗（通辽市）
- 奈曼旗（通辽市）
- 四子王旗（乌兰察布市）
- 苏尼特右旗（锡林郭勒盟）
- 苏尼特左旗（锡林郭勒盟）
- 太仆寺旗（锡林郭勒盟）
- 土默特左旗（呼和浩特市）
- 土默特右旗（包头市）
- 翁牛特旗（赤峰市）
- 乌拉特后旗（巴彦淖尔市）
- 乌拉特前旗（巴彦淖尔市）
- 乌拉特中旗（巴彦淖尔市）
- 乌审旗（鄂尔多斯市）
- 西乌珠穆沁旗（锡林郭勒盟）
- 镶黄旗（锡林郭勒盟）
- 新巴尔虎右旗（呼伦贝尔市）
- 新巴尔虎左旗（呼伦贝尔市）
- 伊金霍洛旗（鄂尔多斯市）
- 扎赉特旗（兴安盟）
- 扎鲁特旗（通辽市）
- 正蓝旗（锡林郭勒盟）
- 正镶白旗（锡林郭勒盟）
- 准格尔旗（鄂尔多斯市）
- 察哈尔右翼中旗（乌兰察布市）
- 察哈尔右翼后旗（乌兰察布市）
- 察哈尔右翼前旗（乌兰察布市）
- 阿拉善左旗（阿拉善盟）
- 阿拉善右旗（阿拉善盟）
- 额济纳旗（阿拉善盟）

### 自治旗
- 鄂伦春自治旗（呼伦贝尔市）
- 鄂温克族自治旗（呼伦贝尔市）
- 莫力达瓦达斡尔族自治旗（呼伦贝尔市）